# Эванхелиста, Крисанто
Крисанто Эванхелиста (исп. Crisanto Evangelista; 1 ноября 1888, провинция Булакан — 25 февраля 1942) — филиппинский политик, деятель рабочего и коммунистического движения на Филиппинах. 
По профессии был рабочим-наборщиком.

## Биография
Первоначально входил в Партию националистов, в 1906 году стал секретарём, а в 1918 — председателем союза печатников (Union de Impresores de Filipinas); На Первомай 1913 года активно участвовал в требованиях предоставить права трудящимся Филиппин и разрешить объединение профсоюзов в стране. В 1920 году был одним из руководителей первой на Филиппинах политической забастовки типографских рабочих.
В 1922 году вместе со своими левыми союзниками покинул националистическую партию. В 1924 году основал придерживавшуюся марксистской идеологии Прогрессивную рабочую партию, руководителем которой стал Антонио Ора, и новую федерацию профсоюзов. Впоследствии активно занимался не только партийной, но и профсоюзной деятельностью: в 1927 году стал вице-президентом Рабочего конгресса (создан в 1913) — самого крупного объединения филиппинских профсоюзов, в 1929 — секретарём Союза пролетариев, вышедшего из состава Рабочего конгресса. С 1927 года был одним из 5 членов руководства Тихоокеанского секретариата Профинтерна во главе с Эрлом Браудером. В 1928 году был главой филиппинской делегации на 4-м конгрессе Профинтерна в Москве.
7 ноября 1930 году, в годовщину Октябрьской революции, реформировал партию, которая стала отныне называться Коммунистической партией Филиппин и была запрещена 26 октября 1932 года Верховным судом Филиппин. В 1933 году был арестован, находился в заключении до 1936 года, затем эмигрировал и вернулся в страну в 1938 году, вновь возглавив КПФ. Пытался вести неформальные переговоры с президентом Мануэлем Кесоном. 
После японского вторжения на Филиппины во время Второй мировой войны был вместе с Педро Абадом Сантосом арестован захватчиками и 25 февраля 1942 года (по другим данным, 2 июня 1943 года) казнён за предполагаемые связи с Народной антияпонской армией.